# Neogrammatici

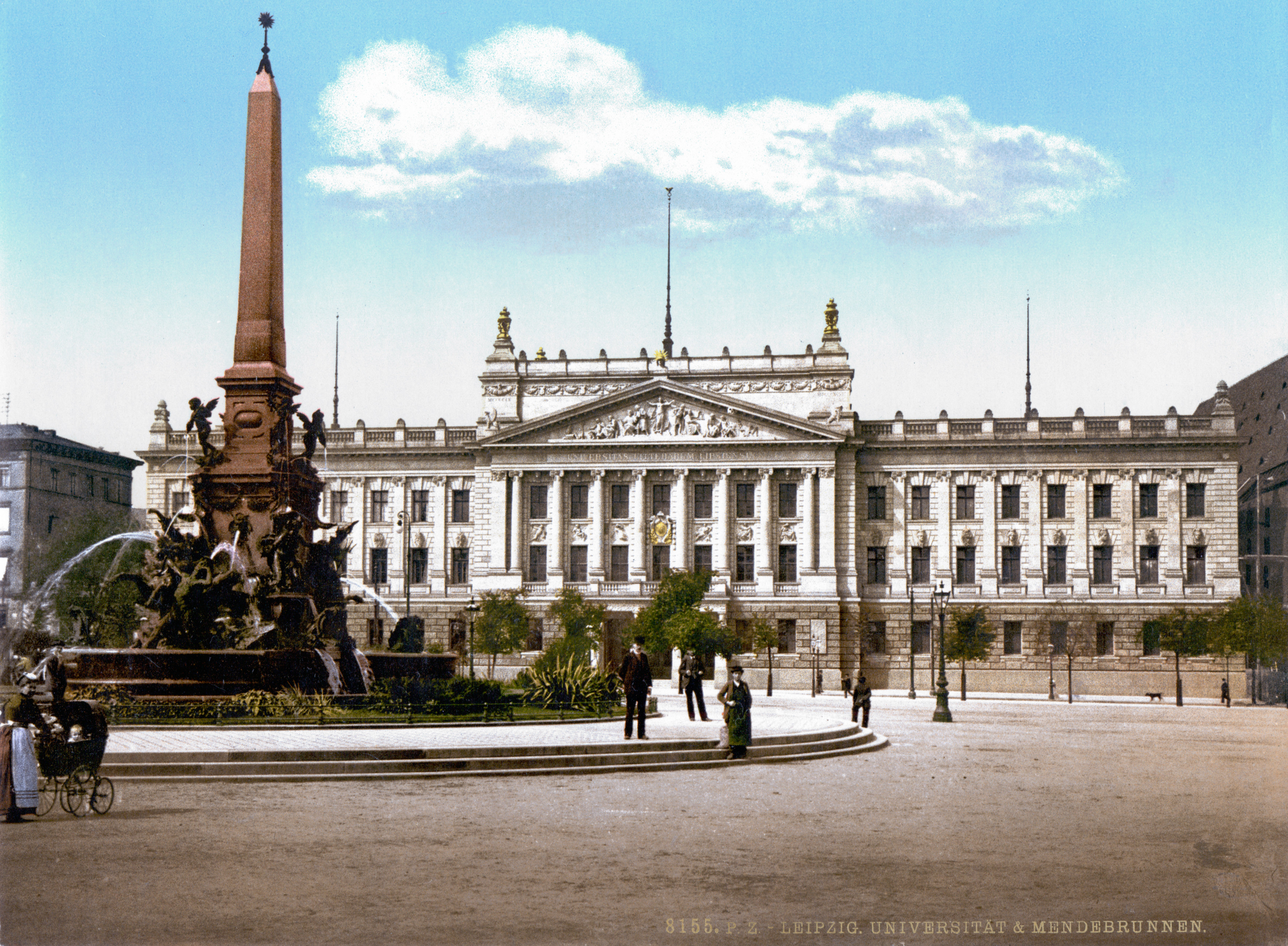
L'Università di Lipsia intorno al 1900

I Neogrammatici (in tedesco Junggrammatiker) furono un gruppo di linguisti tedeschi dell'Università di Lipsia che, a partire dagli anni settanta del XIX secolo, diedero un notevole impulso allo sviluppo dell'indoeuropeistica fino ad arrivare a definire una prima ricostruzione dell'indoeuropeo, definita nei decenni seguenti ricostruzione "classica" e definitivamente sintetizzata nella monumentale opera Lineamenti di grammatica comparata delle lingue indogermaniche (Grundriß der vergleichenden Grammatik der indogermanischen Sprachen, cinque volumi, 1897-1916) di Karl Brugmann e Berthold Delbrück.
Al movimento si fa riferimento anche con le espressioni Scuola neogrammaticale e Scuola di Lipsia.

## Esponenti della scuola
I Neogrammatici furono:
- August Leskien (1840-1916)
- Berthold Delbrück (1842-1922)
- Hermann Paul (1846-1921)
- Hermann Osthoff (1847-1909)
- Karl Brugmann (1849-1919)
- Wilhelm Braune (1850-1926)
- Eduard Sievers (1850-1932)

Alla scuola neogrammaticale si riconducono anche gli studi di Otto Behaghel, Adolf Noreen e Karl Verner.

## Principi teorici
I Neogrammatici, ispirati dalle contemporanee ricerche nel campo della filologia germanica che approdarono alla definizione della Legge di Grimm e della Legge di Verner, individuarono una serie di leggi che regolavano i rapporti fonetici nel passaggio dall'indoeuropeo ricostruito alle lingue indoeuropee storiche; particolare rilievo ha la Legge di Leskien, secondo la quale il cambiamento fonetico, a parità di condizioni, avviene sempre con lo stesso risultato, senza eccezioni. Queste leggi fonetiche operano "con cieca necessità" (Osthoff).
I Neogrammatici introdussero anche i principi, complementari alla Legge di Leskien, dell'analogia e del prestito.
I Neogrammatici polemizzarono con il tentativo dei primi comparatisti (ad esempio Franz Bopp) di individuare una "protolingua" pura che stesse alla base di sanscrito, greco, latino, germanico e persiano. Elaborarono il principio secondo cui la grammatica comparata serve a tracciare analisi diacroniche di lingue appartenenti ad una stessa famiglia. Al contrario, la conseguenza nefasta della ricerca di una lingua originaria e perfetta era, nelle parole di Brugmann, che "le recenti evoluzioni linguistiche erano trascurate, considerate con un certo disprezzo, come periodi esauriti, decaduti, senili". E Brugmann aggiunge che bisogna "una buona volta mettere al bando espressioni così nocive come 'giovinezza' e 'vecchiaia' delle lingue".

### Fonti primarie
- (DE) Karl Brugmann, Grundriß der vergleichenden Grammatik der indogermanischen Sprachen, Strasburgo, Trubner, 1897-1916,  p. 4 voll.. Ora in: (DE) Karl Brugmann, Grundriß der vergleichenden Grammatik der indogermanischen Sprachen, Berlino, W. de Gruyter & Co., 1967,  p. 4 voll..

### Letteratura storiografica
- (ES) Francisco Villar, Los Indoeuropeos y los origines de Europa: lenguaje e historia, Madrid, Gredos, 1991, ISBN 84-249-1471-6. Trad. it.:  Francisco Villar, Gli Indoeuropei e le origini dell'Europa, Bologna, Il Mulino, 1997, ISBN 88-15-05708-0.
- Calvert Watkins, Il proto-indoeuropeo, in Anna Giacalone Ramat, Paolo Ramat (a cura di), Le lingue indoeuropee, Bologna, Il Mulino, 1993, ISBN 88-15-03354-8. Ora in:  Enrico Campanile, Bernard Comrie, Calvert Watkins, Introduzione alla lingua e alla cultura degli Indoeuropei, Bologna, Il Mulino, 2005, ISBN 88-15-10763-0.
- Giovanni Reale-Dario Antiseri, Il pensiero occidentale dalle origini a oggi, vol. 3, La Scuola, Brescia, ISBN 88-350-7273-5